# Aethiothemis
Aethiothemis – rodzaj ważek z rodziny ważkowatych (Libellulidae).

## Zasięg występowania
Rodzaj obejmuje gatunki występujące w Afryce Subsaharyjskiej (jeden z nich występuje na Madagaskarze).

## Systematyka
Rodzaj ten wprowadził w 1908 roku francuski entomolog René Martin dla nowo opisanego gatunku Aethiothemis solitaria. Obecnie do rodzaju zaliczanych jest 13 gatunków.

### Podział systematyczny
Do rodzaju należą następujące gatunki:
- Aethiothemis basilewskyi Fraser, 1954
- Aethiothemis bella (Fisher, 1939)
- Aethiothemis bequaerti Ris, 1919
- Aethiothemis circe (Ris, 1910)
- Aethiothemis coryndoni (Fraser, 1953)
- Aethiothemis ellioti (Lieftinck, 1969)
- Aethiothemis erythromelas (Ris, 1910)
- Aethiothemis gamblesi (Lieftinck, 1969)
- Aethiothemis incongruens (Karsch, 1893)
- Aethiothemis mediofasciata Ris, 1931
- Aethiothemis modesta (Ris, 1910)
- Aethiothemis palustris Martin, 1912
- Aethiothemis solitaria Martin, 1908